# ヘット・カイピー
ヘット・カイピー（Het Kuipje）は、ベルギー・ウェステルローにある多目的スタジアム。収容人数は8,035人。

## 概要
完成は1933年。ジュピラー・プロ・リーグのKVCウェステルローの本拠地として使用している。
2008-2009シーズンから、本スタジアムには地温コントロールシステムも設置された。これにより、寒い時期には温水を流し、地中の温度をコントロール出来るようになった。KVCウェステルローは、KRCヘンクとスタンダール・リエージュに続いて、そのようなピッチを持つベルギー3番目のクラブになった。
スタジアムの周囲には隣接する4つのピッチがあり、クラブのユースチーム、リザーブチームがトレーニングに使用している。